# Macrolophus caliginosus
Macrolophus caliginosus — вид клопів родини Miridae. Це всеїдний вид, що полює на комах і живиться рослинними тканинами. Природно поширений у країнах Середземномор'я. Він використовується в Європі в біологічній боротьбі з білокрилками в помідорах, вирощуваних у теплицях.

## Опис
M. caliginosus — струнка блідо-зелена комаха завдовжки від 2,9 до 3,6 міліметрів. Очі червоні, антени зелені з чорною основою, ноги довгі, що дозволяє їй швидко рухатися. Німфи жовтувато-зеленого кольору.

## Екологія
Німфа розвивається в яйці впродовж приблизно одинадцяти днів при температурі 25 °C  або тридцять сім днів при 15 °C. Розвиток проходить через п'ять стадій німфи, триває приблизно дев'ятнадцять днів при температурі 25 °C. Імаго тримаються на нижній стороні листків. Доросла самиця може жити близько сорока днів, протягом яких відкладає 100-250 яєць, кількість яких залежить від температури і наявності здобичі.

## Використання в біологічному контролі
M. caliginosus використовується в Європі в біологічному контролі білокрилки в томатних культурах в теплицях. Клопи можуть виживати деякий час за відсутності комах-жертв, живлячись соками рослини, може поїдати інших шкідливих комах, вільно переміщується з рослини на рослину. Спроби ввезти цей вид до США і Канади були припинені урядовими агенціями, що стежать за інтродукцією чужорідних видів. У Північній Америці було виявлено клопа Dicyphus hesperus, який веде подібний до M. caliginosus спосіб життя. 
У середземноморському регіоні інший хижий клоп, Dicyphus tamaninii  часто заселяє теплиці, де вирощують помідори. Дослідження щодо взаємодії двох видів показали, що між імаго або німфами не було конкуренції, і що вони не полювали один на одного.[джерело?]
M. caliginosus живиться попелицями, павутинними кліщами і яйцями метеликів. Імаго може споживати до тридцяти яєць білокрилок щодня. Коли клопам пропонували білокрилок Trialeurodes vaporariorum і Bemisia tabaci, вони надавали перевагу першим.